# Pedro Serra (cardinal)
Pour les articles homonymes, voir Pere Serra.
 (novembre 2023).
Si vous disposez d'ouvrages ou d'articles de référence ou si vous connaissez des sites web de qualité traitant du thème abordé ici, merci de compléter l'article en donnant les références utiles à sa vérifiabilité et en les liant à la section « Notes et références ».
Pedro Serra (Pere Serra), le cardinal de Catane, né à Barcelone, Espagne et mort à Gênes le 8 octobre 1404, est un cardinal espagnol, créé par l'antipape d'Avignon Benoît XIII.

## Biographie
Serra est clerc à Gênes. Il est élu évêque de Catane en 1396 et est nommé chancelier du futur roi Martin Ier de Sicile, son cousin.
L'antipape Pierre de Lune, Benoît XIII, le crée cardinal au consistoire du 12 décembre 1395. Il accompagne l'antipape lors de son évasion d'Avignon et son voyage en Italie, où il meurt.